# Jason Sasser
Jason Jermane Sasser, född 3 januari 1974 i Denton i Texas, är en amerikansk före detta professionell basketspelare (SF) som tillbringade två säsonger (1997–1998 och 1999–2000) i den nordamerikanska basketligan National Basketball Association (NBA), där han spelade för San Antonio Spurs, Dallas Mavericks och Vancouver Grizzlies.
Under sin karriär gjorde han 30 poäng (2,1 poäng per match), fyra assists samt 15 rebounds, räddningar från att bollen ska hamna i nätkorgen, på 14 grundspelsmatcher.
Sasser draftades av Sacramento Kings i andra rundan i 1996 års draft som 41:a spelare totalt.
Innan han blev proffs, studerade Sasser vid Texas Tech University och spelade för Texas Tech Red Raiders.
Han är bror till Jeryl Sasser och farbror till Marcus Sasser. Sasser är också släkt med John Barber.